# چاه حسن‌خانی
چاه حسن‌خانی یک روستا در ایران است که در بخش مرکزی شهرستان سیرجان واقع شده‌است.